# Wicked City (série télévisée)
Pour les articles homonymes, voir Wicked City.
Wicked City est une série télévisée américaine en huit épisodes de 42 minutes créée par Steven Baigelman dont seulement trois épisodes ont été diffusés entre le 27 octobre et le 10 novembre 2015 sur le réseau ABC puis les épisodes restants sur le service de vidéo à la demande Hulu du 22 au 30 décembre 2015.
En France, la série a été diffusée dans Serial Thriller du 20 mars au 10 avril 2016 sur 13e rue. Elle reste série inédite dans les autres pays francophones.

## Synopsis
L'action se déroule en 1982, sur Sunset Strip à Los Angeles. Les corps de plusieurs femmes se dispersent dans la ville, elles n'ont plus de tête, ont été sauvagement assassinées et violées. Pour résoudre cette enquête les enquêteurs Jack Roth et Paco Contreras vont devoir faire front commun et mettre leurs différends de côté pour arrêter ce tueur en série d'un nouveau genre.

## Distribution

### Acteurs principaux
- Ed Westwick (VFB : Pierre Lognay) : Kent Grainger
- Erika Christensen (VFB : Claire Tefnin) : Betty Beaumontaine
- Jeremy Sisto (VFB : Marc Weiss) : détective Jack Roth
- Taissa Farmiga (VFB : Sophie Frison) : Karen McClaren
- Gabriel Luna (VFB : Alexandre Crépet) : détective Paco Contreras
- Karolina Wydra (VFB : Séverine Cayron) : détective Dianne Kubek
- Evan Ross (VFB : Maxime Van Santfoort) : Diver Hawkes
- Anne Winters (VFB : Shérine Seyad) : Vicki Roth
- Jaime Ray Newman (VFB : Audrey d'Hulstère) : Allison Roth

### Acteurs récurrents
- Kirk Baltz : Artie Bukowski (6 épisodes)
- Sara Mornell : Eileen Miller (5 épisodes)
- Olivia Moss : Mary (5 épisodes)
- W. Earl Brown : Capitaine Dan Wilkinson (4 épisodes)
- Lew Temple : Dave (4 épisodes)
- Talia Toms : Jane (4 épisodes)
- Lola Wayne Villa : Tiffany Beaumontaine (4 épisodes)
- Kascee Murdock : Freddie Beaumontaine (4 épisodes)
- Ford Austin : Detective (4 épisodes)
- David Sampen : Enzo's Bartender (4 épisodes)

### Invités
- David Sullivan (en) : Détective Arnold Bukowski (épisode 1)
- Stephen Pearcy : Roscoe (épisode 1)
- Tyson Ritter : Bucket (épisodes 2 et 4)
- Joe Walsh : Director (épisode 2)
- Vincent Ventresca : Jimmy, ex-petit-ami de Betty (épisodes 3 à 5)
- Gabriel Bateman : Cooper Flynn (épisodes 4 et 5)
- Mary Stein (en) : Librarian (épisode 3)
- Haley Strode (en) : Rita Forrester (épisode 4)
- Eric Pierpoint (en) : Bruce Forrester (épisode 4)
- Sam Adegoke (en) : Graham Walker (épisode 4)
- Sandra Purpuro (en) : Faye Haskel (épisode 4)
- Lauren McKnight (en) : Famous Star (épisode 4)
- Martha Quinn (en) : Anchor (épisode 4)
- Robert Cicchini (en) (épisode 6)
- Heather Mazur : Penelope Evans (épisode 6)
- Bonnie Root : Pam (épisode 7)
- Michelle Bonilla : Segment Producer Paula Blake (épisode 8)

Version française
- Société de doublage : Dubbing Brothers Belgique
- Adaptation des dialogues : Christian Niemiec, Ludovic Manchette et Sandrine Chevalier

Source et légende : version française (VF) sur DSD Doublage

## Production

### Développement
En septembre 2014, ABC commence le développement une série policière anthologique, sous le titre L.A Crime, avec Steven Baigelman à l'écriture et Robert D. Simon à la production.
Le 7 mai 2015, le réseau ABC annonce officiellement après le visionnage du pilote, la commande du projet de série, sous son titre actuel,.
Le 12 mai 2015, lors des Upfronts, ABC annonce initialement la diffusion de la série en janvier 2016, durant la pause hivernale de Quantico,. Par contre en juin, ayant libéré la case du mardi à 22 h à l'automne, la série sera diffusée à partir de la fin octobre 2015.
Le 13 novembre 2015, ABC retire la série de sa programmation et cesse la production durant le tournage du huitième épisode.

### Casting
Les rôles ont été attribués dans cet ordre : Erika Christensen, Taissa Farmiga, Darrell Britt-Gibson (en) (Diver Hawkes), Karolina Wydra, Adam Rothenberg (détective Jack Roth), Holley Fain (Allison Roth), Anne Winters, Gabriel Luna et Ed Westwick.
En juillet 2015, Jeremy Sisto reprend le rôle principal du détective Jack Roth, Evan Ross reprend le rôle de Diver Hawkes, puis en août, Jaime Ray Newman reprend le rôle d'Allison Roth.
En septembre 2015, Vincent Ventresca décroche un rôle récurrent.

## Épisodes
| № | Titre                        | Réalisation              | Scénario                         | Première diffusion américaine | Première diffusion française | Audience (millions) |
| - | ---------------------------- | ------------------------ | -------------------------------- | ----------------------------- | ---------------------------- | ------------------- |
| 1 | Pilot                        | Tom Shankland (en)       | Steven Baigelman (en)            | 27 octobre 2015               | 20 mars 2016                 | 3,28                |
| 2 | Running with the Devil       | Jon Cassar               | Mick Betancourt (en)             | 3 novembre 2015               | 20 mars 2016                 | 2,42                |
| 3 | Should I Stay or Should I Go | J. Michael Muro          | Melissa Blake                    | 10 novembre 2015              | 27 mars 2016                 | 1,69                |
| 4 | The Very Thought of You      | J. Miller Tobin (en)     | Sarah Byrd                       | 22 décembre 2015              | 27 mars 2016                 |                     |
| 5 | Heat Wave                    | Jon Amiel                | Ashley Gable (en)                | 22 décembre 2015              | 3 avril 2016                 |                     |
| 6 | Blizzard of Ozz              | Allison Liddi-Brown (en) | Sonya Winton et Jonathan I. Kidd | 22 décembre 2015              | 3 avril 2016                 |                     |
| 7 | Destroyer                    | Adam Kane (en)           | Amy B. Harris (en)               | 22 décembre 2015              | 10 avril 2016                |                     |
| 8 | Goodbye Norma Jean           | Jon Cassar               | Melissa Blake                    | 30 décembre 2015              | 10 avril 2016                |                     |